# 井手武生
井手 武生（日語：井手 武生／いで たけお／Takeo Ide）是日本的男性動畫師、作畫監督、動畫的講師。隸屬於東映動畫公司。

## 簡介
1980年進入東映動畫公司，是東映動畫學院第一屆學員。與井手同期的動畫師學員包括中鶴勝祥、新井浩一、濱洲英喜、安藤正浩、梨澤孝司、山本治代、鈴木郁乃 等人，一起學習動畫的基礎。後來井手與同期的學員中鶴勝祥一起加入改編日本漫畫作家鳥山明的動畫製作團隊。主要是在岡崎稔、前田實與西尾大介的指導負責動畫師的原畫工作，但是直到《七龍珠》開始之前與中鶴沒有合作。
井手在《七龍珠Z》擔任二次作畫監督，《七龍珠GT》起擔當全職的作畫監督，後續的《航海王》系列成為主要的動畫師、作畫監督。
1995年，井手兼職東映動畫學院的講師，旨在培育新的年輕人才。

## 參加作品

### 電視動畫
- 怪博士與機器娃娃(1981年版) （動畫，原畫）
- 七龍珠 系列
  - 七龍珠 （原畫）
  - 七龍珠Z （原畫，作畫監督[注 4]）
  - 七龍珠GT （原畫，作畫監督）
  - 七龍珠超 （ED7原畫•作畫監督，原畫，作畫監督補佐，作畫監督，總作畫監督）
- 怪博士與機器娃娃(1997年版) （作畫監督）
- 流星花園 （原畫）
- 海賊王 （作畫監督，原畫）
- 美食獵人 （總作画監督）

### 電視電影動畫
- 七龍珠Z 一夫當關的最後決戰~挑戰弗利沙的Z戰士•孫悟空之父~ （原畫）
- 七龍珠Z 向絕望反抗!!殘存的超戰士•悟飯與特南克斯 （原畫）
- 七龍珠 巴達克之章 （原畫）
- 七龍珠 好！歸來的悟空和他的夥伴們 （OP部份原畫，原畫）
- ONE PIECE 娜美特別篇〜領航員之淚與夥伴的羈絆〜 （作画監督/共同[注 5]）
- ONE PIECE 梅利特別篇〜另一位夥伴的故事〜（作画監督/共同[注 6]）

### 電影動畫
- 怪博士與機器娃娃「吼唷唷！」宇宙大冒險 （原畫）
- 七龍珠 系列
  - 七龍珠 神龍傳說（原畫）
  - 七龍珠 魔神城內的睡美人（原畫）
  - 七龍珠 不可思議大冒險 （原畫）
  - 七龍珠Z 熱血激鬥！爆發無窮潛力的悟空父子（原畫）
  - 七龍珠Z 世上最強之人（原畫）
  - 七龍珠Z 地球超級大決戰（原畫）
  - 七龍珠Z 超級賽亞人孫悟空（原畫）
  - 七龍珠Z 最強對最強（原畫）
  - 七龍珠Z 激鬥!! 100億能量戰士們（原畫）
  - 七龍珠Z 極限之戰!!三大超級賽亞人（原畫）
  - 七龍珠Z 燃燒!!熱戰、烈戰、超激戰（原畫）
  - 七龍珠Z 銀河面臨危機!! 伸手不凡的高手
  - 七龍珠Z 兩人面臨危機!超戰士難以成眠 （原畫）
  - 七龍珠Z 擊倒超戰士!!勝利是屬於我的 （原畫）
  - 七龍珠Z 復活的融合!悟空與貝吉塔 （原畫）
  - 七龍珠Z 龍拳爆發!!悟空舍我其誰 （原畫)
  - 七龍珠 邁向最強之路（作畫監督補佐/共同[注 7]）
  - 七龍珠Z 神與神（作画監督/共同[注 8]，原畫）
  - 七龍珠Z 復活的「F」 （作画監督補佐/共同[注 9]）
  - 七龍珠超 布羅利（部份作画監督/共同[注 10]，原畫）
- 海賊王 系列
  - ONE PIECE 發條島的冒險 （作画監督）
  - ONE PIECE 機關城的機械巨兵 （作画監督補佐/共同[注 11]）
  - ONE PIECE 雪花石膏戰記 沙漠王女與海盜們 （作画監督補佐/共同[注 12]）
  - ONE PIECE THE MOVIE 索柏身世之謎：冬季綻放、奇跡的櫻花 （作画監督補佐/共同[注 13]）
  - ONE PIECE FILM STRONG WORLD （作画監督補佐/共同[注 14]）
  - ONE PIECE FILM GOLD （作画監督補佐/共同[注 15]）
  - 航海王：奪寶爭霸戰 （作画監督/共同[注 16]）
- １０００年女王 （In-Between Animation）
- とつぜん！猫の国 バニパルウィット （原畫）
- 銀河鉄道999 エターナル・ファンタジー （作画監督補佐/共同[注 17]）
- 劇場版 遊戲王 （卡片人物設定）
- 超時空之鑰 （作画監督補佐/共同[注 18]）
- 數碼寶貝 滾球獸的誕生 （原畫）
- 數碼寶貝馴獸師之王 冒險者之戰鬥 （作画監督補佐/共同[注 19]）
- 魔法少年賈修 鋼鐵巴爾漢的來襲 （原畫）
- トリコ３Ｄ 開幕グルメアドベンチャー （原畫）

### 電玩遊戲
- ドラゴンボールZ 偉大なる孫悟空伝説 （原畫）
- ドラゴンボールZ 真しん超スーパー武ぶ闘とう伝でん （原畫）
- ドラゴンボールZ アルティメイトバトル22 （原畫）
- Final Fantasy 編年史 （Illustration 助理導演）
- 七龍珠 XV （作畫監督）

## 相關標題
- ONE PIECE FILM 強者天下 Blu-ray
- ONE PIECE DVD-BOX Log Collection “EAST BLUE”
- 七龍珠超 總作畫監督-井手武生 蒞臨好哆福

## 腳註

## 相關項目
- 東映動畫
- 日本動畫師列表